# Ahmed Ali Abdallah Saleh
Ahmed Ali Abdallah Saleh (en arabe : أحمد علي عبد الله صالح), né le 25 juillet 1972 à Sanaa, est un officier militaire, diplomate et homme politique yéménite, fils aîné d'Ali Abdallah Saleh. 

## Biographie
Né le 25 juillet 1972, il fait des études d'économies, puis il rejoint l'armée. Il est élu député de la Chambre des députés en 1997. 
Il échappe à une tentative d'assassinat en 2004. 
Il est, de 2004 à 2013, le commandant de la garde républicaine, avant d’être limogé par le président de la République, Abdrabbo Mansour Hadi, dans le contexte de la guerre civile yéménite. Le 3 juin 2011, son père est blessé dans une attaque contre la mosquée al-Nahdin du palais présidentiel. Saleh demeure néanmoins le président de la République en titre et reprend ses activités le 23 septembre 2011. Cependant, le président par intérim Abdrabbo Mansour Hadi ne se rend pas au palais présidentiel, qui est alors occupé par Ahmed, tandis que le clan Saleh continue de contrôler de facto le gouvernement.
Il a ensuite été ambassadeur du Yémen aux Émirats arabes unis de 2013 à 2015. Il met à profit cette période pour entretenir ses réseaux politiques et militaires et en avait développé de nouveaux dans les pays du Golfe. Il tente, début 2015, d’intervenir auprès des Saoudiens pour s’ériger en alternative tant aux houthistes qu’à Hadi. Il garde le silence lors de l'entrée en guerre de l'Arabie saoudite et des Émirats arabes unis contre les houthistes. Limogé de sa fonction d'ambassadeur, il est ensuite placé en résidence surveillée par les EAU.
Le 5 décembre 2017, il appelle depuis l'Arabie à venger la mort de son père, tué lors de la bataille de Sanaa par les Houthis et affirme vouloir mener le combat contre les Houthis. Il affirme par ailleurs que celui-ci est mort dans sa résidence « les armes à la main, en compagnie de ses camarades ».
Il a longtemps été considéré comme un successeur potentiel de son père, et ainsi préparé à prendre le pouvoir. Après la mort de son père, une faction du Congrès général du peuple le soutenant a émergé. Les Émirats arabes unis ont également envisagé d’évincer Hadi de sa fonction de président du Yémen pour le remplacer par Ahmed Ali Abdallah Saleh. Cette hypothèse a généré des tensions avec l'Arabie saoudite. 